# Медаль «Шапагат»
Медаль «Шапагат» (каз. Шапағат — Милосердие) — государственная награда Республики Казахстан, учреждённая на основании Закона Республики Казахстан «О государственных наградах Республики Казахстан» от 12 декабря 1995 года за № 2676.

## Положение о медали
Медалью награждаются граждане за активную и плодотворную благотворительную деятельность и милосердие.
Медаль изготовлена на Казахстанском монетном дворе в Усть-Каменогорске.

## Галерея

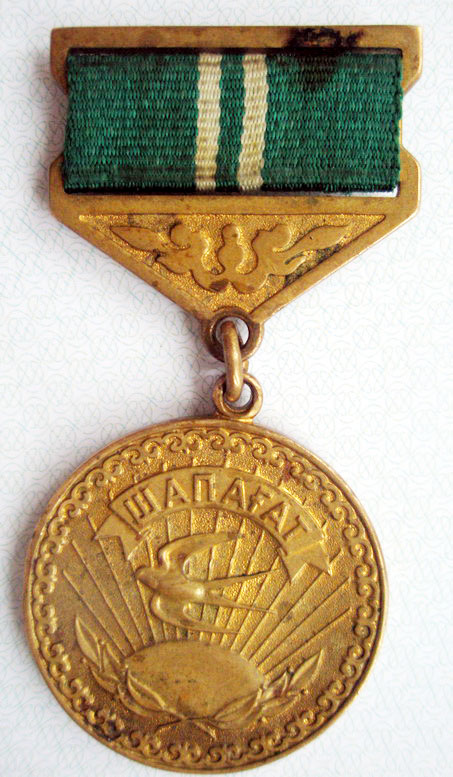
Медаль «Шапагат» (Тип 1)